# Contoscalio

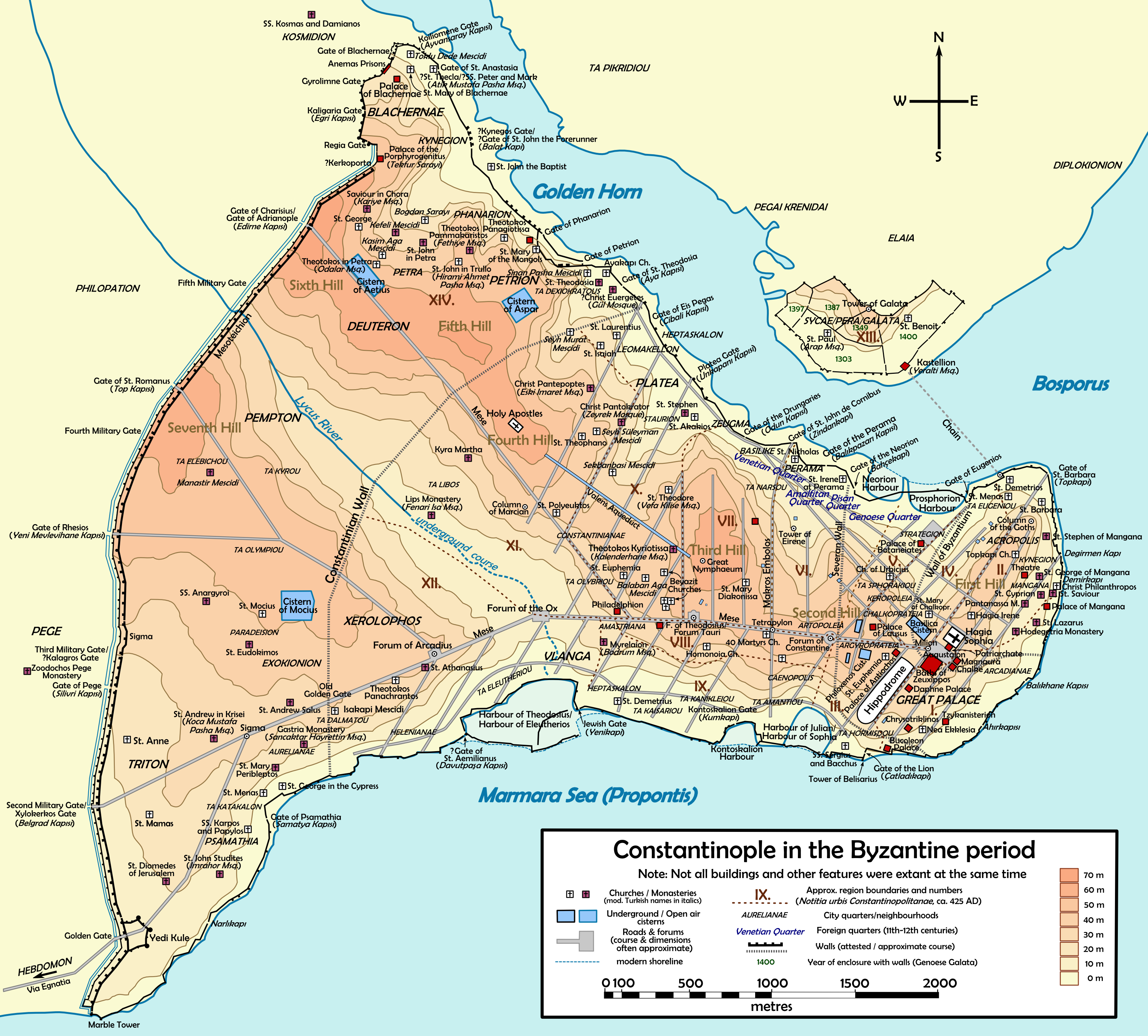
Mapa de la Constantinopla bizantina. El Contoscalio en la parte sudoriental de la ciudad. Se lo denomina Puerto de Juliano/Sofía.

El Contoscalio (en griego: Κοντοσκάλιον), también conocido como Puerto de Juliano (en latín: Portus Iulianus, en griego: Λιμὴν τοῦ Ἰουλιανοῦ), Portus Novus ("Puerto Nuevo"), o Puerto de Sofía (Λιμὴν τῆς Σοφίας o Λιμὴν τῶν Σοφιῶν ή Σοφιανῶν
), y en época otomana como Kadırga Limanı ("Puerto de las Galeras") fue un puerto de la ciudad de Constantinopla, activo del siglo VI hasta el principios del período otomano. En la literatura se lo ha conocido bajo varios nombres, y las fuentes a menudo son contradictorias respecto a él.

## Ubicación
El puerto yace en una ensenada —aún reconocible hoy en el perfil plano del paisaje— del mar de Mármara, en la tercera región de la ciudad, en el extremo sudoeste del valle del Hipódromo. El área del complejo portuario cubre parte del actual Mahalleler de Kadırga Limanı y Kumkapi en el distrito de Fatih (la ciudad amurallada) de Estambul.

## Historia

### Período bizantino

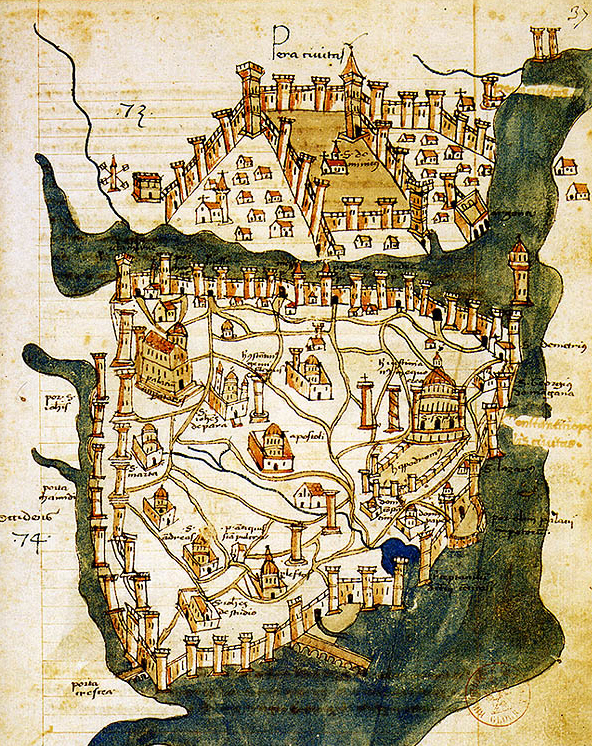
Mapa de la Constantinopla de alrededor de 1420, según Cristoforo Buondelmonti. El Contoscalio es claramente visible en parte central derecha, al este del Hipódromo: el muelle semicircular convexo lo protege del mar y las murallas lo separan de la ciudad.

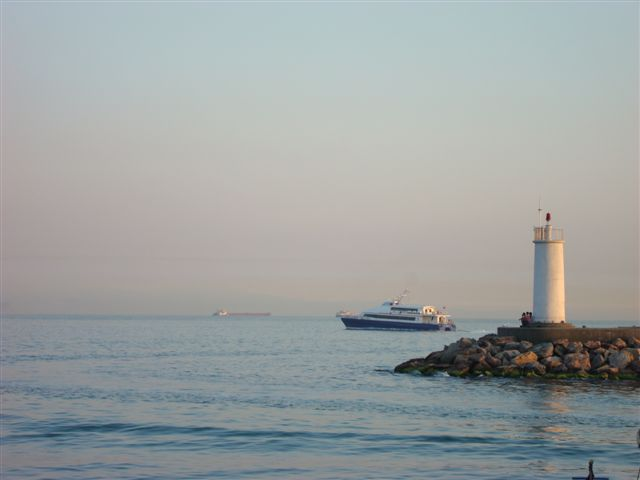
El mar de Mármara desde Kumkapı. Desde allí las galeras bizantinas se acercaban el puerto, hoy lleno de limo.

Ya durante el reinado de Constantino el Grande (r. 306–337) el emplazamiento del posterior puerto se utilizaba para atracar barcos. En 362, durante su breve estancia en la capital, el emperador Juliano (r. 361-363) construyó a orillas del Propontis un puerto llamado Portus Novus ("Puerto Nuevo") o Portus Iulianus (Λιμὴν τοῦ Ἰουλιανοῦ). A la vez erigió en frente un edificio en forma de media luna denominado Sigma o Porticus Semirotunda. La decisión se tomó pese a los muchos problemas de esa ubicación. Todos los puertos a orillas del Mármara estaban indefensos contra las feroces tormentas que causaba el Lodos, el intermitente viento sudoeste; estas traían mucha arena a la cuenca, y hacía necesario un periódico y caro dragado; además, las lluvias erosionaban las colinas y así también causaban acumulación de sedimentos. Por otro lado, construir un puerto en la orilla del sur era necesario para abastecer los sectores occidental y sur de la ciudad, demasiado lejos del Cuerno Dorado.
Los problemas incluían los reiterados incendios urbanos. El primer, ocurrido a fines del siglo IV, destruyó parcialmente el área. En el siglo VI, el emperador Anastasio I (r. 491-518) vació la cuenca con máquinas hidráulicas, construyó un muelle y dragó el sustrato arenoso. Posteriormente, posiblemente bajo Justiniano (r. 527–565), parte del tráfico del Neorio –primer puerto construido en la ciudad, sobre el Cuerno Dorado– se mudó al puerto nuevo. Tras el daño causado por otro incendio en 561, su sucesor Justino II (r. 565–578), alrededor de 575, encargó importantes obras de dragado para ampliar la cuenca. Los trabajos fueron dirigidos por dos altos funcionarios, el prepósito Narsés y el protovestiario Troilo. Delante del puerto ampliado, rebautizado "Puerto de Sofía" (Λιμὴν τῆς Σοφίας) por la emperatriz de Justino, se erigieron cuatro estatuas que representaban a Justino, Sofía, su hija Arabia y Narsés.
A fines del siglo VI, el puerto también adquirió una función militar –que no perdería hasta el final– convirtiéndose en base de la armada bizantina. El emperador Filipo Bardanes (r. 711–713) sacó dos de las estatuas que adornaban el Contoscalio, pues tenían inscripciones proféticas que consideró desfavorables. Durante su reinado, el emperador Teófilo (r. 829–842) construyó un astillero y un arsenal cerca el puerto y de la Porta Leonis (la Çatladı Kapı otomana). Entre los siglos IX y XI, el puerto siguió operando. En este período, los escritores del Patria Constantinopolitanae empezaron a referirse al puerto como Kontoskalion, que quedó como el nombre griego moderno del barrio situado al oeste, conocido en turco como Kumkapı.
Tras el final del Imperio latino, el puerto aparece en varias fuentes bajo el nombre Kontoskelion, lo que causó confusión entre los autores modernos. Según el Patria, esta denominación es un patronímico que se refiere a cierto Agaliano, un turmarca bizantino (comandante de una turma) apodado Kontoskeles debido a sus piernas cortas, pero el erudito alemán Albrecht Berger lo rechaza como un error de los autores del Patria, debido a la etimología diferente de ambas palabras: "Kontoskalion" significa "paso corto o muelle". Algunos autores, como Raymond Janin, han propuesto que el nombre Kontoskelion (πρὸς τὸ Βλάγκα Κοντοσκέλιον) podría referirse a otro puerto situado al oeste del puerto de Juliano/Sofía, más próximo al área de Vlanga, pero esta interpretación debería ser desatendida, ya que es seguro que el Kontoskalion fue el único puerto en uso en el mar de Mármara hasta el siglo XV. En ese período, el puerto mantuvo su importante función: durante el Palaiologos dinastía, Emperador Michael VIII (r. 1259–1282) protegió él con una pared de sillar y una cadena, mientras su sucesor Andronikos II (r. 1282–1328) hizo el puerto más profundo y cerró su entrada con puertas de hierro, protegiendo los barcos de las tormentas que venidos con el Lodos. El puerto estuvo atestiguado en un encomium de Emperador Juan VIII (r. 1425–1448) escrito en 1427. De él sabemos que Juan VIII ordenó reparaciones al puerto, empleando pagó trabajadores (entre ellos eran también clérigos y monjes), y no criados. Al final de estos trabajos, la cuenca podría anfitrión 300 galeras. En algunas versiones del mapa del florentino viajero Cristoforo Buondelmonti (quién visitó Constantinople en 1421), la cuenca está mostrada flanqueada por su arsenal, y en la cuenta del viajero español Pedro Tafur, quién vio él en 1437, el puerto era todavía activo. Quede tan hasta la Caída de Constantinople en 1453.

### Período otomano
Tras la conquista de la ciudad, en 1462, el sultán Mehmed II (r. 1444–1446; 1451–1481) reforzó el puerto, ahora conocido como Kadırga Limanı ("Puerto de las Galeras"), construyendo varias torres. Sin embargo, el Kadırga Limanı entró en decadencia al comenzarse a construir, en 1515, un nuevo arsenal en el Cuerno Dorado, el Tersâne-i Âmire, protegido de las tormentas provocadas por el viento sudoeste, y por el enorme crecimiento de la armada otomana. El viajero francés de siglo XVI Pierre Gilles, informa que hacia 1540 las mujeres que viven en aquel barrio solían lavar su ropa en la cuenca. Aun así, en algunos mapas del siglo XVIII, el puerto aún se muestra activo. El final del puerto se vio acelerado por la construcción de la mezquita Nuruosmaniye, que comenzó en 1748, pues la tierra excavada en parte se echó en el puerto. Hace mucho tiempo que la cuenca y el arsenal han desaparecido y en parte se ha construido encima de ellos.

## Descripción

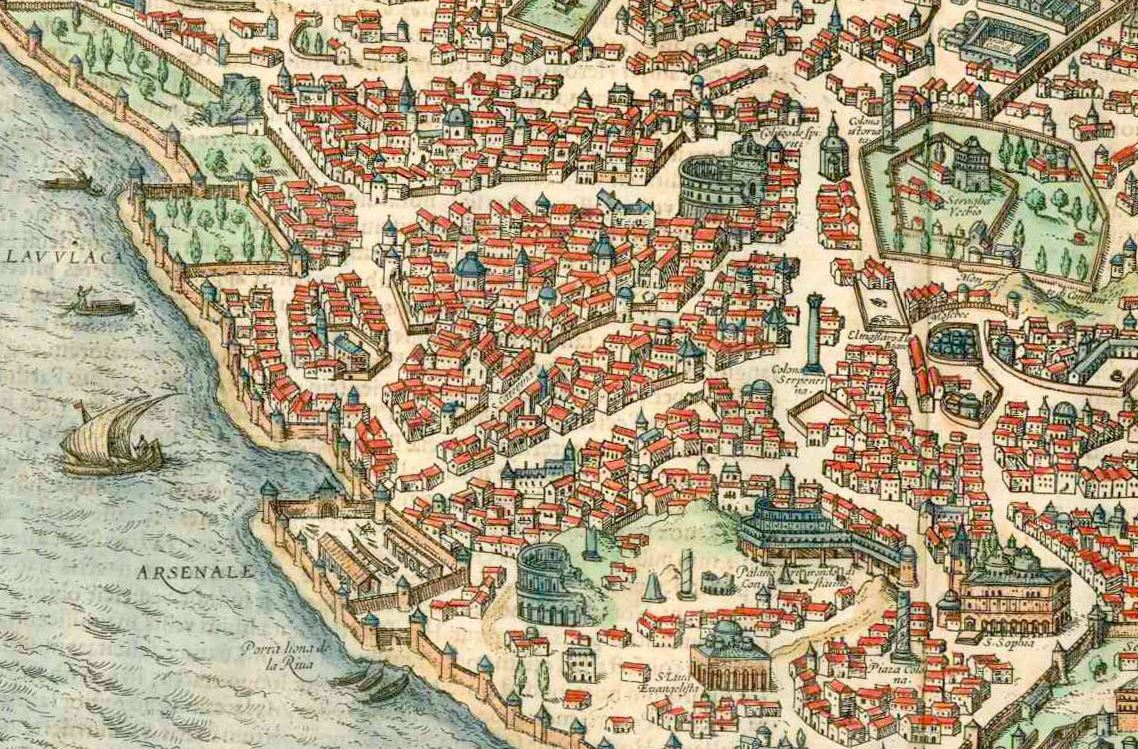
El Kadırga Limanı y su arsenal, tomado de Byzantium nunc Constantinopolis, de Braun y Hogenberg, 1572.

En la primera descripción del área, que data del siglo VI, el puerto se describe como cuenca flanqueada por un arsenal rodeado de muros. Los primeros mapas de la ciudad muestran lo mismo, con el arsenal que se extiende en el área llana al oeste de la mezquita de Sokollu Mehmet Pasha hasta el rompeolas de Kumkapı, mientras la cuenca, protegida por un muelle, está delimitada por las murallas de la ciudad, aún en pie en el siglo XIX.
Según Wolfgang Müller-Wiener, también es posible que el área del arsenal originalmente fuera otra cuenca marina, pero la división entre el Contoscalio y el Puerto de Sofía que aparece en varios mapas antiguos, donde se los representados como puertos separados, debería desestimarse, dado la topografía del área.

### Citas
1. ↑  Müller-Wiener, 1977, p. 62.
2. ↑  Janin, 1964, p. 231.
3. ↑  Janin, 1964, p. 225.
4. ↑  Müller-Wiener, 1977, p. 63.
5. ↑  Janin, 1964, p. 228.
6. ↑  Berger, 1988, pp. 438ff..
7. ↑  Janin, 1964, p. 232.
8. ↑  Janin, 1964, p. 230.
9. ↑  Janin, 1964, p. 233.